# Russula fusconigra
Russula fusconigra är en svampart som beskrevs av M.M. Moser 1979. Russula fusconigra ingår i släktet kremlor och familjen kremlor och riskor.  Arten är reproducerande i Sverige. Inga underarter finns listade i Catalogue of Life.